# Rivière du Canut
Pour les articles homonymes, voir Canut (homonymie).
Le Canut est une rivière française qui coule en Bretagne, dans le département d'Ille-et-Vilaine. C'est un affluent de la Vilaine sur sa rive droite.

## Géographie
La longueur de son cours d'eau est de 44,5 km.
Le Canut naît à Plélan-le-Grand, il passe par Baulon, Goven, Guichen, Guignen, Lassy, Maxent, et débouche dans la Vilaine à  Saint-Senoux, face à Bourg-des-Comptes sur l'autre rive, à une vingtaine de kilomètres en aval de Rennes.

## Qualité de l'eau
Le suivi de la qualité physico-chimique du Canut Nord se fait grâce à un point de prélèvement sur la commune de Lassy, qui donne les résultats suivants :
| Nitrates                                   | 2010 | 2011 | 2012 |
| ------------------------------------------ | ---- | ---- | ---- |
| Concentration du paramètre (percentile 90) | 26,5 | 24,7 | 24,3 |
| Classe SEQ-Eau                             |      |      |      |